# Airplanes
Airplanes er andet singleudspil fra rapperen og musikeren B.o.B's første album B.o.B presents: The Adventures Of Bobby Ray. På singlen medvirker forsangeren fra Paramore, Hayley Williams.

## Sanginformtion
Williams 'optræden i sangen blev forklaret af hende selv og B.o.B i forskellige interviews til MTV. Williams sagde at Paramore var på tour, da hun fik tilsendt sangen og hun "kunne lide delen for meget" og accepterede at synge med. B.o.B sagde han "altid har været en Hayley fan", og han havde ikke forventet et samarbejde mellem dem så tidligt. Duoen gik ikke i studiet sammen for at indspille sangen  og har aldrig mødt hinanden personligt, ifølge Williams.  De mødtes første til VMA 2010, i forbindelse med den første live-opførelse af nummeret, med begge artister tilstede. 

### Part II
"Airplanes, part II" er en fortsættelse af sangen og har to nye vers af B.o.B. Sangen er også med med Eminem samt Hayley Williams.  Sangen er produceret af Alex Da Kid med yderligere produktion tilføjet af Eminem. Alex da Kid sagde, at beatet for "Airplanes, part II" blev det oprindelige beat til sangen.  I sangen, spekulerer Eminem og B.o.B på, hvad der ville ske, hvis de ikke havde forfulgt en musikalske karriere. B.o.B postede sangen på sin officielle Twitter-konto, hævder at han selv ville lække sangen, da de andre sange fra hans album var lækket.  Da han blev spurgt, hvordan han kom til at samarbejde med Eminem, sagde B.o.B.:
"Paul Rosenberg spillede Cloud 9 mixtapet for ham, og det gav ham en idé om, hvad min musik lyder som. Til sidst begyndte han at spille flere af mine ting for Eminem og holdt ham opdateret om mine fremskridt og i sidste ende ønskede han at komme i studiet med mig, så det var en gave. "
B.o.B, Eminem, og Keyshia Cole (stand-in for Hayley Williams) optrådte med sangen ved 2010-udgaven af BET Awards den 27. juni 2010 i en medley med Eminems "Not Afraid".

## Musikvideo
En musikvideo er allerede blevet lavet med Williams. B.o.B skød hans scener til videoen i april, men Williams var kun i stand til at skyde hendes dele efter afslutningen af Paramores forårstour, så de var aldrig i samme rum i løbet af optagelserne. Musikvideoen, instrueret af Hiro Murai, havde premiere på iTunes tirsdag 15. juni 2010. Videoen indeholder flere frames hvor B.o.B rapper sine vers i festomgivelse, på scenen, og et værelse fyldt med lys og lejlighedsvis sangtekster, mens Hayley Williams synger omkvædet i en lysfyldt værelse og går igennem fotografier. Jim Jonsin har en cameo.
Sangen har været en del af Billboard Hot 100's top-20-liste i 24 uger i træk per 9. oktober 2010.

## Hitlister og certifikationer
| Chart (2010)                       | Peak position |
| ---------------------------------- | ------------- |
| Australien                         | 2             |
| Belgien/Flanderen                  | 10            |
| Belgien/Wallonien                  | 35            |
| Canada                             | 2             |
| Danmark                            | 5             |
| European Hot 100 Singles           | 2             |
| Finland                            | 11            |
| Storbritannien                     | 1             |
| Sverige                            | 15            |
| U.S. Billboard Hot 100             | 2             |
| U.S. Hot R&B/Hip-Hop Songs         | 65            |
| U.S. Rap Songs                     | 2             |
| U.S. Mainstream Top 40 (Pop Songs) | 2             |
| U.S. Rhythmic Top 40               | 2             |

| Land          | Certifikation (Salgstærskel) |
| ------------- | ---------------------------- |
| Australia     | Platinum                     |
| New Zealand   | Platinum                     |
| United States | Platinum                     |